# Ciclo de micção
Ciclo de micção ou ciclo miccional é o processo pelo qual o organismo efetua a extração da urina, via bexiga, após o sangue passar pelos rins.
Podemos dividir em duas etapas: A primeira é o processo de enchimento vesical onde a bexiga acomoda quantidade crescentes de urina sem aumentar a pressão no seu interior, note que a urina não vem dos rins na forma de uma corrente constante e sim gotejando.
Isto permite a livre drenagem da urina proveniente dos rins através dos ureteres. Durante esta fase o esfíncter uretral mantem-se contraído a fim de evitar vazamento da urina, a estilo de um pequeno retentor. Seguindo uma tríade formada pelo ureter, proveniente dos rins a bexiga e o esfíncter.
Quando a bexiga enche, receptores localizados na parte externa transmitem esta informação para o cérebro e este nos comunica a necessidade de irmos ao banheiro. A seguir o cérebro desencadeia o processo de micção com contração da bexiga e relaxamento do esfíncter resultando no ato de urinar com bom jato e pequena elevação da pressão dentro da bexiga e consequente esvaziamento da mesma, isso faz-se necessário pois do contrário não conseguiríamos urinar em pé por exemplo, o jato sairia sem pressão alguma, como se despejarmos água sem gás num copo de uma garrafa.
Na segunda fase é denominada fase miccional, ato propriamente dito de urinar, ao seu termino reinicia-se o ciclo da micção. O esfíncter urinário possui, além deste mecanismo automático, o controle voluntário. Por esta razão podemos interromper o fluxo urinário durante a micção sempre que desejarmos, porém não é recomendável pois pode levar a um processo inverso e até o bloqueio no ato de urinar.
Alem desse mecanismo, a contração persistente do esfíncter inibe a contração da bexiga. Quem comanda as duas fases é o sistema nervoso a partir do cérebro por atos enviados através da medula espinhal e posteriormente através dos nervos que vão para a bexiga. Por esse fato, as doenças neurológicas geralmente afetam a micção.
Já os recém nascidos por ainda não possuírem o sistema nervoso completamente desenvolvido e não terem o devido controle voluntário da micção, eles urinam de forma reflexa ou seja, cada vez que a bexiga enche ela se contrai, o esfíncter relaxa e ela se esvazia, este controle só é adquirido por volta de 2 a 4 anos de idade.